# Стражиця
Стра́жиця (болг. Стражица) — місто в Великотирновській області Болгарії. Адміністративний центр громади Стражиця.

## Населення
За даними перепису населення 2011 року у місті проживали 4417 осіб.
Національний склад населення міста:
| Національність   | Кількість осіб | Відсоток |
| ---------------- | -------------- | -------- |
| болгари          | 3637           | 86,8%    |
| турки            | 314            | 7,5%     |
| цигани           | 77             | 1,8%     |
| інша             | 23             | 0,5%     |
| не визначились   | 141            | 3,4%     |
| Всього відповіли | 4192           |          |

Розподіл населення за віком у 2011 році:
Динаміка населення: